# Les Limites à la croissance
The Limits to Growth
Les Limites  à la croissance  (dans un monde fini) (The Limits to Growth) — connu sous le nom de Rapport du club de Rome, ou encore de Rapport Meadows, du nom de ses principaux auteurs, les écologues Donella Meadows et Dennis Meadows — est un rapport commandé par le club de Rome et publié en 1972. Des mises à jour ont été publiées en 1992, 2004 et 2012. C'est une des références des débats et critiques qui portent sur les liens entre conséquences écologiques de la croissance économique, limitation des ressources et évolution démographique.

## Origine et méthodologie
Le rapport a été commandé à des chercheurs du Massachusetts Institute of Technology (MIT) en 1970, par un think tank basé à Zurich en Suisse, le Club de Rome,. Il a été communiqué lors d'un colloque en 1971 avant d'être publié le 1er octobre 1972. Il se fonde sur un modèle de dynamique des systèmes (world3) dont l'évolution est simulée informatiquement pour différents scénarios.

## Thèse

### La croissance et ses limites
À l’époque du rapport, la croissance démographique ne cessait de s'amplifier année après année.  Au XVIIe siècle, la population mondiale était de 500 millions d'habitants et croissait de 0,3 % par an, soit un doublement tous les 250 ans. Mais au début des années 1970, elle avait atteint 3,6 milliards d’habitants, doublant tous les 32 ans. Par une prolongation tendancielle, on pouvait donc s’attendre à une population de plus de 12 milliards d’individus au milieu du XXIe siècle.
La croissance économique mondiale croît plus rapidement encore que la croissance démographique. La production industrielle a crû d’environ 7 % par an au cours des années 1960, ce qui correspondait à un doublement tous les 10 ans.
Cette croissance n'est cependant pas sans risque. Sur le plan démographique, les ressources alimentaires ne sont pas illimitées. Si la loi des rendements décroissants s'applique, la mise en culture de nouvelles terres sera non seulement plus coûteuse mais aussi moins profitable au fur et à mesure de l'augmentation des besoins alimentaires. L’accroissement des rendements agricoles ne fera que retarder la disette qui s’annonce, à laquelle risquent de s’ajouter les problèmes d’approvisionnement en eau potable.
Par ailleurs, la pollution engendrée peut avoir des conséquences délétères pour la vie et la production agricole, et nécessiter des investissements coûteux.
Sur le plan économique, les ressources énergétiques telles que le pétrole ou le gaz ne seraient pas suffisantes pour assurer la pérennité d’une croissance exponentielle au-delà du XXIe siècle. Ici encore, les progrès scientifiques ne sont susceptibles que de retarder l’échéance de la pénurie. On peut à l’avance prévoir que la croissance sera dans le siècle à venir handicapée par le prix croissant des ressources naturelles. De plus, la croissance est à l'origine d’une très forte pollution, qui avec elle connaît une croissance exponentielle ; or il est probable que la planète ne puisse absorber une quantité illimitée de pollution.

### Divers scénarios
Selon le rapport, le monde peut être perçu comme un ensemble global dont les parties sont interdépendantes. Le développement économique est induit par la croissance. Celle-ci est stimulée par la croissance démographique et une exploitation croissante des ressources naturelles. Cette croissance économique provoque de la pollution, qui elle-même sera cause de recul économique ou démographique. Par le jeu de ces interactions, une consommation excessive des ressources naturelles peut entraîner une crise économique durable. Ainsi, la croissance économique s’arrêtera faute de matières premières (énergie, ressources minières, appauvrissement des sols, épuisement des ressources halieutiques, etc.), la population diminuera faute de nourriture ou, comme par le passé, au moyen de conflits armés.
Cela conduit les auteurs à envisager pour l’avenir plusieurs scénarios : pénurie de matières premières et/ou hausse insupportable de la pollution. Chacun de ces deux scénarios provoquerait la fin de la croissance quelque part durant le XXIe siècle. Le progrès technique ne ferait que différer l’effondrement inéluctable de l’écosystème mondial, incapable de supporter cette croissance exponentielle.
Les scénarios présentés par les auteurs ne mènent pas tous à un effondrement. Mais ils constatent que les seuls scénarios sans effondrement sont ceux qui abandonnent la recherche d'une croissance exponentielle sans limite de la production.

### Propositions
Le rapport Meadows a mis en évidence la nécessité de mettre fin à la croissance afin de préserver le système mondial d’un effondrement envisageable selon eux et de stabiliser à la fois l’activité économique et la croissance démographique. Selon les auteurs, plus la prise de décision sera tardive, plus elle deviendra difficile à mettre en place.
Sur le plan démographique, les auteurs prônent des mesures telles que la limitation de deux enfants par couple. Sur le plan économique, ils évoquent des taxes de l’industrie, afin d’en stopper la croissance et réorienter les ressources ainsi prélevées vers l’agriculture, les services et surtout la lutte contre la pollution.
Pour que cette économie sans croissance puisse être acceptée les auteurs proposent de répartir les richesses afin de garantir la satisfaction des besoins humains principaux. L’objectif est donc « un affranchissement de la faim et du dénuement qui reste, aujourd’hui encore, le privilège de si peu d’hommes sur la terre ».

## Actualisations
Les réflexions sur la croissance économique contenues dans le premier rapport du Club de Rome sont à l'origine de l'émergence du concept de développement durable, qui cherche à concilier les aspects économiques, sociaux et environnementaux (trois « piliers ») du développement. En 1987 est publié le rapport Brundtland, qui donne sa définition officielle au développement durable (ou soutenable).
1992 voit paraître la seconde édition du rapport Meadows, dans une version actualisée tenant compte des données des deux décennies écoulées ; cette édition est nommée en anglais Beyond the Limits et le titre en français est Les limites de la croissance (au-delà des limites). 2002 verra une nouvelle édition, là encore remise à jour ; le constat est fait que le développement sur les trois décennies depuis la première parution du rapport est assez semblable à ce qui était modélisé dans le scénario « business as usual » (BAU).
En 2008, Graham Turner, chercheur au CSIRO, reprend dans un article trois des scénarios les plus caractéristiques du rapport Meadows de 1972 (scénarios « business as usual », « monde super-technologique » et « monde stabilisé »), qu'il confronte à des données mondiales pour la période 1970–2000 : population, natalité/mortalité, production de nourriture, production industrielle, pollution et consommation de ressources non renouvelables. Il constate que, sur la période 1970-2000, ces données numériques étaient proches des valeurs que le rapport Meadows présentait pour le scénario « business as usual », et que, par contre, les scénarios « monde super-technologique » et « monde stabilisé » du rapport Meadows ne correspondaient pas à l'évolution que le monde avait connue à la fin du XXe siècle. Il termine son analyse en disant que « la comparaison de données présentée ici vient corroborer la conclusion de Halte à la croissance ? selon laquelle le système mondial suit une trajectoire qui n’est pas durable, sauf s’il se met à réduire, rapidement et de manière substantielle, son comportement consomptif tout en accélérant ses progrès technologiques. »
En 2012, Mathis Wackernagel, inventeur du concept d'empreinte écologique dans les années 1990 et membre du club de Rome, confirme l'idée qu'avait le groupe des chercheurs du MIT lors de la seconde édition du rapport (1992) : le début des années 1980 a vu le dépassement des limites de la planète au regard de la croissance considérée. Toutefois, d'autres recherches ultérieures ont permis d'estimer ce basculement aux années 1970.
En novembre 2017, 15 364 scientifiques lancent l'appel World Scientists’ Warning to Humanity: A Second Notice, publié par la revue BioScience et commenté dans Le Monde,. Ils estiment qu'il y a un impératif moral à agir en faveur de la planète. Ils comparent la réalité actuelle à la situation de 1992 et font un double constat : l'échec à résoudre les défis environnementaux et l'aggravation de ceux-ci. Ils relèvent notamment que le nombre d’animaux a chuté de près d’un tiers, que les émissions de gaz à effet de serre et les températures augmentent, que l'évolution démographique connaît une croissance de 35 % en 25 ans, tandis que l’eau potable se raréfie, les ressources par habitant ayant chuté de moitié en 60 ans. Ils évoquent d'autres problèmes, relevant que l'absence de prise de conscience de certaines problématiques, comme « l'échec à enrayer la pollution et à protéger les habitats naturels », met en péril l'avenir, et ils soulignent la nécessité de limiter la « consommation matérielle intense ».
En 2021, une comparaison des divers scénarios avec les évolutions réelles amène une chercheuse néerlandaise, Gaya Herrington, à estimer que le scénario « Business as usual », prédisant un effondrement avant 2040, est le plus vraisemblable, qu’il reste peu de temps pour l’infléchir,, et conclut à l'impossibilité de la poursuite d'une croissance continue, tout en affirmant : « Nous avons encore le choix de nous aligner sur un scénario ne finissant pas en effondrement ».
Cinquante ans après sa publication originelle, Dennis Meadows considère que même si les dirigeants politiques sont convaincus par les argumentaires développés, ils ne peuvent se projeter au-delà de leur réélection, les empêchant de mettre en œuvre des mesures nécessaires qui seront bénéfiques sur le temps long,.

## Croissance zéro
Le rapport a souvent été envisagé dans la perspective d'une croissance zéro, qui ne se trouve pas explicitement mentionnée par Donella Meadows, Dennis Meadows, Jørgen Randers et William W. Behrens III, qui, dans l'édition révisée de 2004, répondent à cette proposition qui a été tirée de leur livre : « La durabilité ne signifie pas la “croissance zéro” ». Une société obsédée par la croissance a tendance à fuir toute mise en doute du principe de croissance. Mais mettre en doute la croissance ne signifie pas la rejeter et la renier. Ainsi qu'Aurelio Peccei, fondateur du Club de Rome, le montrait du doigt, faire une telle confusion revient à remplacer une simplification excessive par une autre. ».

## Critiques

### Thèses
Le livre, et sa méthodologie pluridisciplinaire recourant à la dynamique des systèmes, ne se reposant pas sur la discipline économique, et pour ses conclusions critiques au sujet de la croissance, a attiré la critique de certains économistes. 
Le « prix Nobel » d'économie Friedrich Hayek, le docteur en économie et professeur au Balliol College, à Oxford, Wilfred Beckerman dans son ouvrage In Defence of Economic Growth (1974) et enfin l'économiste proche de l'école autrichienne d'économie, professeur d'université à Vienne puis Harvard, Gottfried Haberler dans son livre Economic Growth and Stability (1974) ont tous trois contesté la méthode de calcul du rapport Meadows. Friedrich Hayek a en outre déclaré :
« L'immense publicité donnée récemment par les médias à un rapport qui se prononçait au nom de la science sur les limites de la croissance, et le silence de ces mêmes médias sur la critique dévastatrice que ce rapport a reçu de la part des experts compétents, doivent forcément inspirer une certaine appréhension quant à l’exploitation dont le prestige de la science peut être l’objet. »

### Médiatiques
En réaction à ce rapport, le président Ronald Reagan a déclaré lors d'un discours à l'université de Caroline du Sud en 1983 : « Il n'y a pas de limite à la croissance, car il n'y a pas de limite à l'intelligence humaine, à son imagination et à ses prodiges ».
Au Sommet de la Terre en 1992, George Bush père déclare que « Le mode de vie des Américains n'est pas négociable ». 
Selon Sylvie Brunel, The Limits to Growth « nous annonçait déjà dans les années 70 la fin du gaz et du pétrole pour le début des années 90 […] [des] prédictions dramatiques » et un catastrophisme écologique. Jean-Marc Jancovici réfute cette affirmation : « il est fréquent d’entendre que le Club de Rome (en fait l’équipe Meadows) aurait « prédit » la fin du pétrole pour l’an 2000 […] Il n’y a nulle trace d’une telle prévision sur la pénurie de pétrole en l’an 2000 dans ce rapport Meadows » et « en fait, non seulement ce rapport n’a pas « prédit » la fin du pétrole en 2000, mais il n’a pas plus prédit quoi que ce soit d’autre de manière précise. Sa seule conclusion forte est que la croissance matérielle perpétuelle conduira tôt ou tard à un « effondrement » du monde qui nous entoure ». Dennis Meadows lui-même le confirme : « nous n’avons pas par exemple, comme cela a été dit, annoncé que le pétrole allait manquer en 2000, ou que nos économies allaient s’effondrer en 2015, non, nous avons élaboré douze scénarios possibles d’ici 2100 ».

### Politique
La théorie du milliard d'or, terme inventé par Anatoli Tsikounov (écrivant sous le pseudonyme de A. Kouzmitch) dans son livre de 1990 The Plot of World Government: Russia and the Golden Billion et utilisé dans ses articles, est une dénonciation de l'ouvrage Les Limites à la croissance. Le terme est rapidement popularisé par l'écrivain russe Sergueï Kara-Mourza et est devenu un incontournable de la pensée conspiratrice russe contemporaine.

## Prix
Ce rapport a valu à Dennis Meadows le Prix japonais en 2009.

## Éditions

### En anglais
- 1972 : The Limits To Growth, Chelsea Green Publishing (en),
- 1992 : Donella Meadows, Jorgen Randers et Dennis Meadows, Beyond the Limits. Confronting Global Collapse, Envisioning a Sustainable Future ;
- 2004 : Donella Meadows, Jorgen Randers et Dennis Meadows, Limits to Growth. The 30-Year Update[28].
- 2012 : un des co-auteurs, Jørgen Randers publie 2052: A Global Forecast for the Next Forty Years (en).

### En français
- 1972 : Janine Delaunay, Halte à la croissance ? : enquête sur le Club de Rome, et Donella H. Meadows, Dennis L. Meadows, Jørgens Randers et William W. Behrens III et al., Jacques Delaunay (trad.), Robert Lattes (préface), Rapport sur les limites de la croissance Paris, Fayard, (BNF 36648670).
- 2012 : Dennis Meadows, Donella Meadows et Jorgen Randers (trad. de l'anglais), Les limites à la croissance (dans un monde fini) : Le rapport Meadows, 30 ans après, Paris, Rue de l’Échiquier, 2012, 484 p. (ISBN 978-2-37425-074-8), préface de Jean-Marc Jancovici[29].
- 2013 : Dennis Meadows, Donella Meadows et Jorgen Randers (trad. de l'anglais), Les limites à la croissance (dans un monde fini). Préface d'Yves-Marie Abraham, Écosociété,  (ISBN 978-2-89719-027-9).
- 2022 : Dennis Meadows, Donella Meadows et Jorgen Randers (trad. de l'anglais), Les limites à la croissance (dans un monde fini). Préface de Dennis Meadows, Rue de l'échiquier,  (ISBN 978-2-37425-074-8).

#### Suites du rapport
- (en) Turner, G. 2008. A comparison of The Limits to Growth with 30 years of reality. Global Environmental Change (en). 18: 397-411.
- (en) Hall, C. et Day, J. 2009. Revisiting the Limits to Growth after peak oil[PDF]. American Scientist. 97: 230-237.
- (en) Gordon, R. 2012. Is US economic growth over?[PDF] Faltering innovation confronts the six headwinds. National Bureau of Economic Research: Working Paper 18315.
- (en) Ragnarsdóttir, K. et Sverdrup, H. 2015. Limits to Growth revisited. The Geological Society website.
- (en) Tim Jackson et Robin Webster, 2016. A review of the limits to growth debate[PDF], UK All Party Parliamentary Group (APPG).

### Filmographie
- Dernière alerte, 40 ans après « Les limites de la croissance », documentaire d'Arte sur le rapport Meadows)
- Arnaud Diemer présente en 7 minutes le rapport Meadows Limits to growth